# 손정민 (배우)
손정민(1977년 7월 24일 ~ )은 대한민국의 배우이다.

## 학력
- 서울신용산초등학교 (졸업)
- 용강중학교 (졸업)
- 중경고등학교 (졸업)
- 서울예술대학교 방송연예학과 (재학)

## 출연작

### 영화
- 원탁의 천사 (2006년) - 정아경 역
- 환상기담 (2008년) - 미진 역
- 걸프렌즈 (2009년) - 내연녀 역
- 고등어 테니스장에 가다 (2009년)

### 드라마
- 내일 (EBS, 1998년) - 음악선생 역 (특별출연)
- 올인 (SBS, 2003년)
- 9회말 2아웃 (MBC, 2007년) - 전미경 역
- 아이리스 (KBS, 2009년) - 아이리스 테러단 해커요원 역
- 강력1반 (OBS, 2010년) - 제니 리 역
- 여자를 몰라 (SBS, 2010년) - 강교장 제자 역
- 결혼의 꼼수 (tvN, 2012년) - 최벨라 역

### 텔레비전 프로그램
- 한밤의 TV연예 (SBS)
- 잉글리시 매직스쿨 (SBS)
- QUIZ CHAMPION (아리랑 TV)

### 라디오 프로그램
- 이소라의 오후의 발견 (MBC FM4U)
- 굿모닝 FM 김성주입니다 (MBC FM4U)
- 김C의 멋진 아침 (SBS 러브FM)
- 팝스 잉글리쉬 (EBS FM)